# Melendugno
Melendugno este o comună din provincia Lecce, regiunea Puglia, Italia, cu o populație de 10.034 de locuitori&#32 (2022);și o suprafață de 92,31 km².

## Demografie
Melendugno - evoluția demografică

|  | Graficele sunt indisponibile din cauza unor probleme tehnice. Mai multe informații se găsesc la Phabricator și la wiki-ul MediaWiki. |

Date: Recensăminte sau birourile de statistică - grafică realizată de Wikipedia